# Династія Рання Лян
Дина́стія Рання Лян (кит. трад.: 前涼; піньїнь: Qián Liáng) — династія, що правила у північно-західному Китаї в 313–376 роках. Ця династія керувалася ванами (князями) з роду Чжан. На відміну від інших шістнадцяті варварських держав основу знаті Ранньої Лян складали китайці. Держава загинула внаслідок протистояння з державою Рання Цінь.

## Історія
Засновником династії виступив Чжан Гун, китайський сановник у провінції Лянчжоу (сучасна провінція Ганьсу та частина провінції Цінхай). Він зумів об'єднати навколо себе загони китайців, що повтікали від навали тюркських, тибетських та монгольських племен, які заполонили північ Китаю. В 327 році Чжан Гун оголосив себе ваном (князем). Надалі Ранній Лян доводилося постійно протистояти державам Рання Чжао, Пізня Чжао, Рання Янь, Рання Цінь. Час від часу на короткий термін вани Ранньої Лян визнавали себе васалами цих держав. Лише в 376 році територію ванства було захоплено військами Ранньої Цінь.